# Val-du-Maine
Val-du-Maine ist eine französische Gemeinde mit 971 Einwohnern (Stand: 1. Januar 2022) im Département Mayenne in der Region Pays de la Loire. Sie gehört zum Arrondissement Château-Gontier und zum Kanton Meslay-du-Maine. Die Einwohner werden Valmainois genannt.

## Geographische Lage
Val-du-Maine liegt rund 35 Kilometer westsüdwestlich von Laval an dem Fluss Erve. Umgeben wird Val-du-Maine von den Nachbargemeinden Chémeré-le-Roi im Norden und Nordwesten, Saulges im Norden, Cossé-en-Champagne im Osten und Nordosten, Poillé-sur-Vegre im Südosten, Auvers-le-Hamon im Süden, Beaumont-Pied-de-Bœuf im Süden und Südwesten sowie Préaux im Westen.

## Geschichte
Zum 1. Januar 2017 wurde die Gemeinde als Commune nouvelle aus den bis dahin eigenständigen Kommunen Ballée und Épineux-le-Seguin gebildet.

## Gliederung
| Ortsteil                 | ehemaliger INSEE-Code | Fläche (km²) | Einwohnerzahl (2022) |
| ------------------------ | --------------------- | ------------ | -------------------- |
| Ballée (Verwaltungssitz) | 53017                 | 14,19        | 704                  |
| Épineux-le-Seguin        | 53095                 | 09,48        | 267                  |

## Sehenswürdigkeiten

### Ballée
- Kirche Saint-Sulpice, Monument historique
- Schloss Linières aus dem 17. Jahrhundert, seit 1983 Monument historique

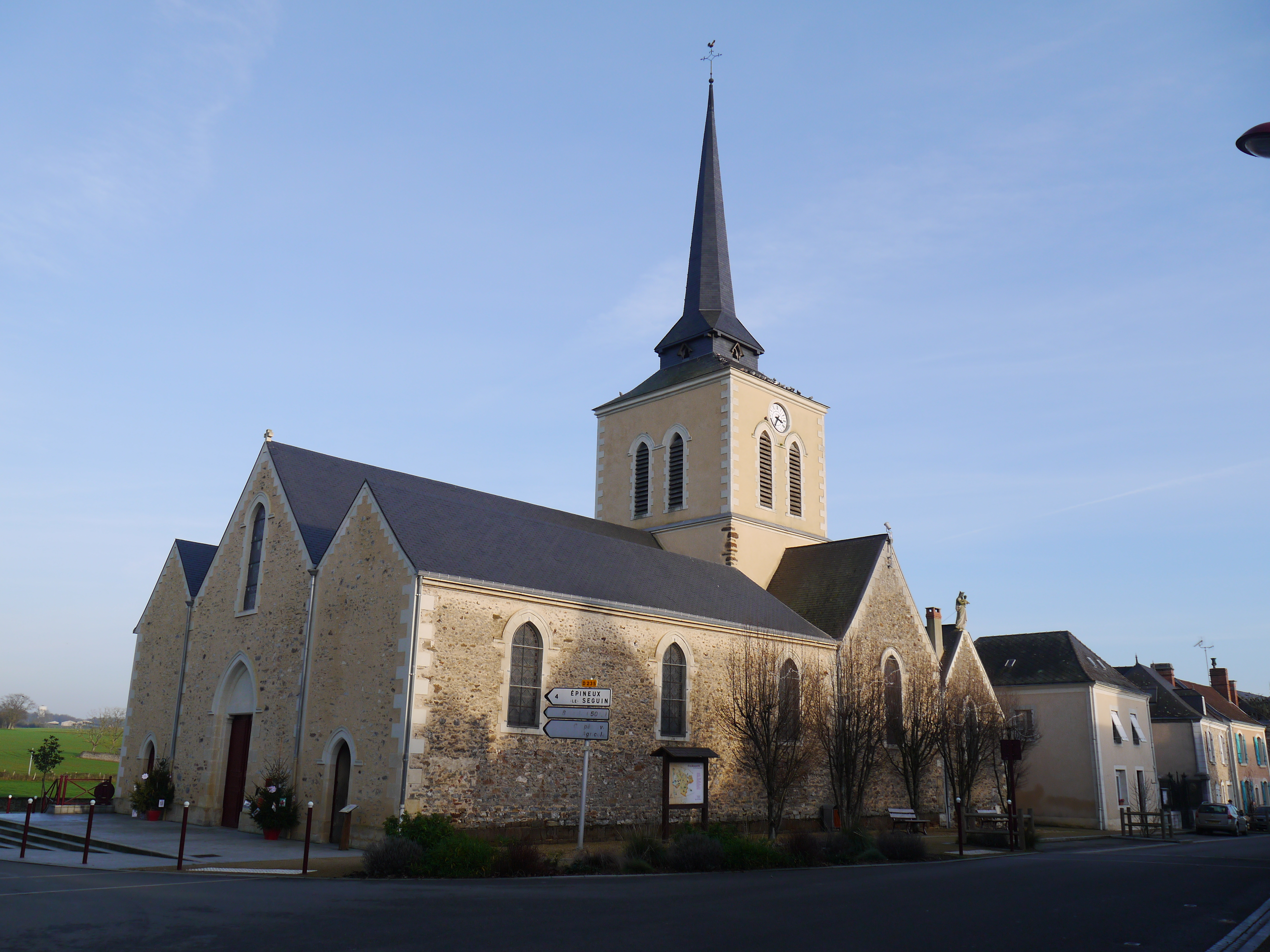
Kirche Saint-Sulpice

### Èpineux-le-Seguin
- Kirche Saint-Pierre-et-Saint-Paul, Monument historique
- Priorat Saint-Catherine, Monument historique
- Schloss Varennes-l'Enfant aus dem 17. Jahrhundert, seit 1983 Monument historique

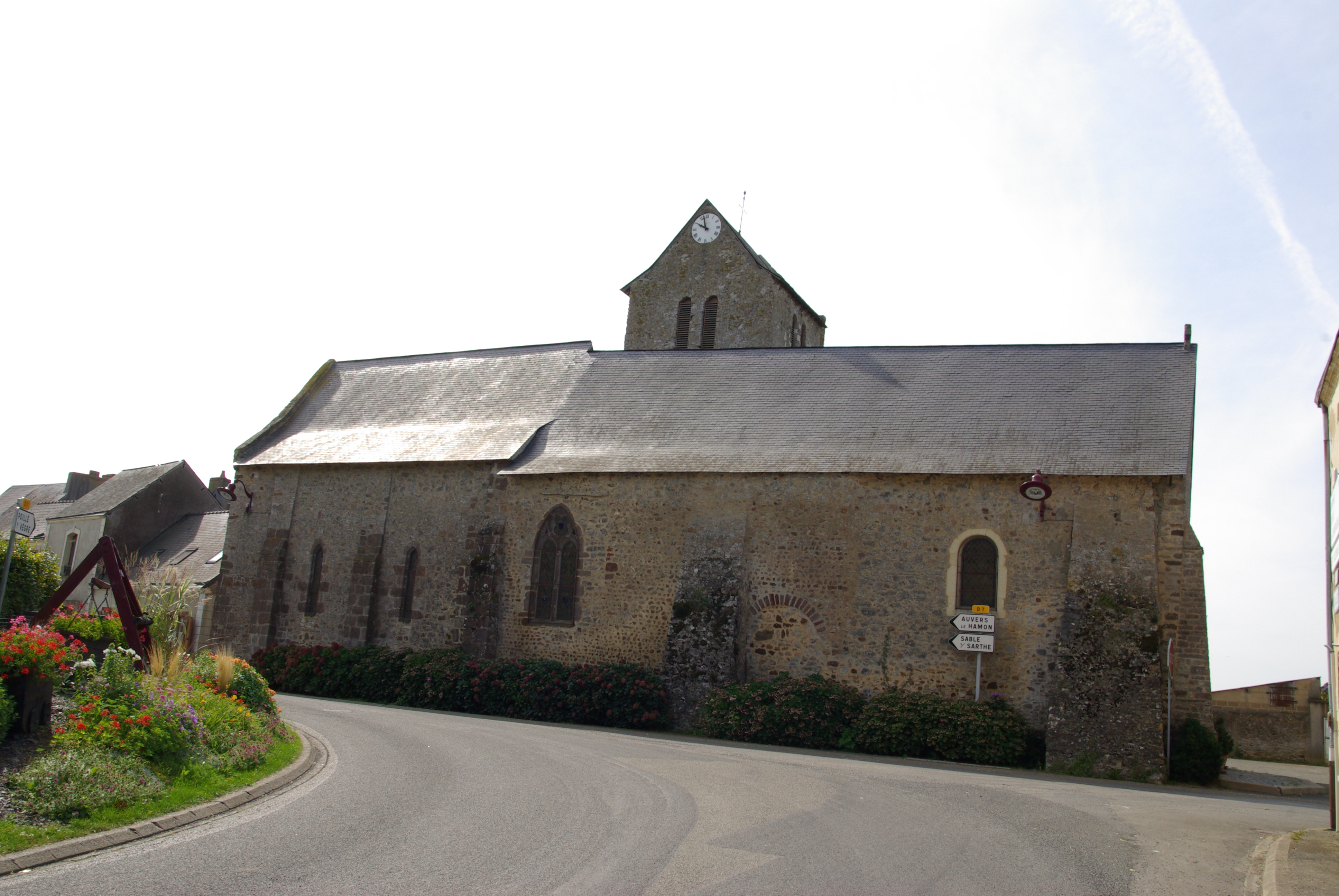
Kirche Saint-Pierre-et-Saint-Paul